# Biologischer Arbeitsplatztoleranzwert
Der Biologische Arbeitsplatztoleranzwert (BAT- oder BAPT-Wert, Verwechselungsgefahr mit dem Biologischen Arbeitsstofftoleranzwert; BAST-Wert) war ein Grenzwert der deutschen Gefahrstoffverordnung (GefStoffV) bis zum Inkrafttreten ihrer Neufassung vom 1. Januar 2005. Er war definiert als die Konzentration eines Stoffes oder seines Umwandlungsproduktes im Körper oder die dadurch  ausgelöste Abweichung eines biologischen Indikators von seiner Norm, bei der im Allgemeinen die Gesundheit der Arbeitnehmer nicht beeinträchtigt wird.
Seit 1. Januar 2005 besteht mit dem Inkrafttreten der neuen Gefahrstoffverordnung ein neues Grenzwert-Konzept in Deutschland. Die neue GefStoffV ersetzte den BAT-Wert durch den Biologischen Grenzwert (BGW). Die alten BAT-Werte können und sollen jedoch bis zur vollständigen Umsetzung der Verordnung als Richt- und Orientierungsgrößen weiter verwendet werden.